# Longchang, Xiuwen
Longchang (kinesiska: 龙场, 龙场镇) är en köping i Kina. Den ligger i provinsen Guizhou, i den sydvästra delen av landet, omkring 22 kilometer norr om provinshuvudstaden Guiyang.